# أنيت دانيلز
أنيت دانيلز (بالإنجليزية: Annette Daniels)‏ هي مغنية ومغنية أوبرا أمريكية، ولدت في 10 سبتمبر 1961، وتوفيت في 1 أبريل 2004 بسبب سرطان.